# Cassie Taylor
Cassie Taylor (Boulder, Colorado, 1986) es una cantautora norteamericana y música de blues. Comenzó su carrera en la década de los 2000 con giras como bajista de su padre, Otis Taylor, músico de blues. Lanzó un álbum en solitario, Out Of My Mind, en 2013, que funde el estilo tradicional del Delta blues con géneros tan diversos como la electrónica, el indie rock y la psicodelia. Basada en Kansas City, Misuri a partir de 2013, también es modelo y diseñadora de moda.

## Comienzos de su carrera
Cassie Taylor nació en 1986 en Boulder, Colorado, donde fue criada por sus padres Carol Ellen Bjork y el músico de blues Otis Taylor. Ella tiene una hermana más joven. A pesar de haber nacido durante un período en que su padre estaba en un hiato con la industria de la música, oyó su música de blues y le enseñó a tocar el piano cuando era joven. Ella sólo tomó conciencia de su anterior carrera alrededor de la edad de 8 o 9 años. En torno a la edad de 12 años comenzó a tocar el bajo eléctrico, impresionando a su padre con una versión de "Hey Joe."
Cuando Taylor tuvo 16 años su padre le pidió que le acompañara de gira como bajista de su banda. Con su habitual bajista Kenny Passarelli había un conflicto de horario, y ella se unió a su gira de verano, tocando por veinte dólares por concierto. Taylor piensa que su padre "creo que era más barato el trabajo infantil. Además, él sabía que yo no iba a emborracharme en la carretera o desaparecer. Algunas personas tienen el temor de Dios. Ella tenía el temor de Otis."
Recorrió varios países con la banda, acompañando en las voces y los teclados también. Llegó a aparecer en ocho de sus álbumes, incluyendo bajo y voz, como en 2007, en su álbum Definition of a Circle. También pertenece a la Junta de Directores de la Blues Foundation.

## Moda, modelo
En 2009, Taylor dejó la banda para trabajar en sus propias grabaciones. Frustrada con el proceso, se mudó a Memphis con su novio y se retiró de la música. Comenzó a trabajar en el comercio minorista, comenzó a estudiar diseño de moda, y comenzó una carrera como modelo. Más tarde fundó su propia compañía, Moorhead Apparel, con enfoque en la ropa de hombre. Como modelo ha aparecido en algunas películas de estudiantes.

## Carrera musical posterior
Vuelve a dedicarse a la música en el 2010, empezando a trabajar en su álbum de debut en solitario, Blue, donde ella escribió todas las pistas. Publicado en el año 2011, The New Yorker lo llama "una sólida colección de canciones originales, con algunos guiños al trance blues de su padre".
Durante este tiempo, ella formó el trío Chicas Con Guitarras con las músicos Dani Wilde y Samantha Fish. Lanzaron un álbum homónimo en 2011 y después hicieron una gira. Mientras escribe su propio material, Taylor también ha remezclado canciones de artistas tan diversos como Nine Inch Nails y Muddy Waters.

## Out Of My Mind(2013)
En 2012 se había mudado a Kansas City, Misuri y comenzó a mezclar pistas para su segundo álbum. Originalmente financiado a través de las ganancias de su marido por la venta de su coche, firma por Yellow Dog Records durante el proceso de producción.
La mayoría de la grabación tuvo lugar en los Inmersive Studios en Boulder, donde ella había trabajado anteriormente.
Taylor escribió, arregló, produjo, y cantó todas las pistas, además de tocar guitarra de bajos, piano, órgano Hammond, y theremin. La banda que se formó para el álbum y las actuaciones en vivo incluye a Larry Thompson en la batería y Steve Mignano en la guitarra, así como a Jon Gray en la trompeta. El álbum fue lanzado el 7 de mayo de 2013.

### Vídeo musical
Un vídeo musical para la primera pista, "Ese es mi hombre", fue lanzado en Memphis, a principios de 2013. Sobre el video, que dedicó a sus amigos en la industria del modelaje, GLBTQ, "En el video hay cuatro tipos diferentes de hombres. Son un hombre de músculo, que representa la personificación tradicional de lo masculino, un hombre, un transexual (mujer a hombre), y una drag queen. Todos ellos representan diferentes formas de sexo masculino, ya sea mental, física o espiritual."

### Recepción
Los comentarios fueron positivos, ganando comparaciones con Diana Ross y the Supremes, Janis Joplin, y Gladys Knight, diciendo que el álbum era "fascinante, lleno de matices, y con la imaginación de una colección de blues con inflexiones originales." Además, "Su escritura es inteligente y en movimiento, con excepcionalmente fuertes melodías y desafiantes ritmos, y su producción es viva y aventurera." "Sus composiciones originales, todas tienen que ver con la angustia, pero ella expresa su dolor tan exquisitamente que es un placer para el oyente soportarlo." Sobre su voz, Premier Guitar escribió "Taylor flota a través de sus melodías con un ambiente relajado, atrevido y sin el oropel que afecta a muchas cantantes femeninas actuales."

## Estilo
Out Of My Mind funde el tradicional blues del Delta con la electrónica, el indie rock, la psicodelia, y otros géneros modernos. Según Taylor, "yo uso una gran cantidad de influencias diferentes ...desde África Occidental al rock psicodélico, rock clásico, metal industrial." Sobre la combinación de géneros dice: "Para mí, el blues es la raíz de toda la música de USA, y me encanta cada género de la música Americana. Sería deshonesto no usar todas las cosas a que he estado expuesta, porque las quiero mucho".

## Discografía

### Álbumes en solitario
- 2011: Blue
- 2011: Girls With Guitars
- 2013: Out Of My Mind (Yellow Dog Records)

### Singles
- 2013: "That's My Man" (Yellow Dog Records)